# Domanin (powiat kolski)
Domanin – wieś w Polsce położona w województwie wielkopolskim, w powiecie kolskim, w gminie Dąbie.
Na terenie wsi znajduje się cmentarz ewangelicki.

## Częste zmiany administracyjne
Domanin wyjątkowo często zmieniała przynależność gminną/gromadzką, powiatową i wojewódzką:
- 1867–1918: gmina Skotniki w powiecie tureckim w guberni kaliskiej
- 1919–1938: gmina Skotniki w powiecie tureckim w województwie łódzkim
- 1937–1938: gmina Orzeszków  w powiecie tureckim w województwie łódzkim[5]
- 1938–1954: gmina Orzeszków w powiecie tureckim w województwie poznańskim[6]
- 1954–1955: gromada Miniszew w powiecie tureckim w województwie poznańskim[7]
- 1956–1966: gromada Miniszew w powiecie poddębickim w województwie łódzkim[8]
- 1967–1972: gromada Chwalborzyce w powiecie poddębickim w województwie łódzkim[9]
- 1973–1973: gmina Świnice Warckie w powiecie łęczyckim w województwie łódzkim[10][11]
- 1973–1975: gmina Dąbie w powiecie kolskim w województwie poznańskim
- 1975–1998: gmina Dąbie w województwie konińskim[12]
- od 1999: gmina Dąbie w powiecie kolskim w województwie wielkopolskim